# 耳柯
耳柯（学名：Lithocarpus haipinii），即菴耳柯，是壳斗科柯属的植物，是中国的特有植物。分布于中国大陆的湖南、广西、贵州、广东、香港等地，生长于海拔500米至1,000米的地区，多生在山地杂木林中以及较干燥的缓坡，目前尚未由人工引种栽培。